# 3e arrondissement de Budapest
Ne doit pas être confondu avec Óbuda (ville).
Le 3e arrondissement de Budapest (en hongrois : Budapest III.kerülete) ou Óbuda (en allemand : Alt-Ofen) est un arrondissement de Budapest.

## Histoire
L'arrondissement est créé en 1873, lors de l'unification des villes de Buda, Óbuda et Pest pour former la ville de Budapest. Il correspond alors à la localité d'Óbuda.

## Organisation administrative

### Quartiers
| Quartiers                           | Quartiers                             | Création | Population en 2001 (hab.) | Superficie (ha) | Densité hab/km2 | Localisation                              |
| ----------------------------------- | ------------------------------------- | -------- | ------------------------- | --------------- | --------------- | ----------------------------------------- |
| 1                                   | Aquincum                              |          | 761                       |                 |                 | \| 1 2 3 4 5 6 7 8 9 10 11 12 13 14 15 \| |
| 2                                   | Aranyhegy-Ürömhegy-Péterhegy          | 2012     |                           |                 |                 | \| 1 2 3 4 5 6 7 8 9 10 11 12 13 14 15 \| |
| 3                                   | Békásmegyer                           |          | 38 169                    |                 |                 | \| 1 2 3 4 5 6 7 8 9 10 11 12 13 14 15 \| |
| 4                                   | Csillaghegy                           |          | 10 748                    |                 |                 | \| 1 2 3 4 5 6 7 8 9 10 11 12 13 14 15 \| |
| 5                                   | Csúcshegy                             |          | 410                       |                 |                 | \| 1 2 3 4 5 6 7 8 9 10 11 12 13 14 15 \| |
| 6                                   | Hármashatár-hegy                      |          | 281                       |                 |                 | \| 1 2 3 4 5 6 7 8 9 10 11 12 13 14 15 \| |
| 7                                   | Harsánylejtő                          | 2012     |                           |                 |                 | \| 1 2 3 4 5 6 7 8 9 10 11 12 13 14 15 \| |
| 8                                   | Kaszásdűlő                            |          | 8 399                     |                 |                 | \| 1 2 3 4 5 6 7 8 9 10 11 12 13 14 15 \| |
| 9                                   | Mocsárosdűlő                          |          | 1 056                     |                 |                 | \| 1 2 3 4 5 6 7 8 9 10 11 12 13 14 15 \| |
| 10                                  | Óbuda                                 |          | 33 836                    |                 |                 | \| 1 2 3 4 5 6 7 8 9 10 11 12 13 14 15 \| |
| 11                                  | Óbuda hegyvidéke                      | 2012     |                           |                 |                 | \| 1 2 3 4 5 6 7 8 9 10 11 12 13 14 15 \| |
| 12                                  | Óbudai-sziget                         |          | 1                         |                 |                 | \| 1 2 3 4 5 6 7 8 9 10 11 12 13 14 15 \| |
| 13                                  | Rómaifürdő                            |          | 12 681                    |                 |                 | \| 1 2 3 4 5 6 7 8 9 10 11 12 13 14 15 \| |
| 14                                  | Solymárvölgy                          |          | 112                       |                 |                 | \| 1 2 3 4 5 6 7 8 9 10 11 12 13 14 15 \| |
| 15                                  | Újlak, à cheval sur les 2e et 3e arr. |          | 7 041                     |                 |                 | \| 1 2 3 4 5 6 7 8 9 10 11 12 13 14 15 \| |
| 1 2 3 4 5 6 7 8 9 10 11 12 13 14 15 |                                       |          |                           |                 |                 |                                           |

## Relations internationales

### Jumelages
L'arrondissement est jumelé avec les villes suivantes :
- Amstelveen (Pays-Bas)
- Bemowo, Varsovie (Pologne)
- Billingheim (Allemagne)
- Košice (Slovaquie)
- Miercurea-Ciuc (Roumanie)
- Stirling (Royaume-Uni)
- Udine (Italie)

## Personnalités liées à l'arrondissement
- István Tarlós